# Pierre Auguste Gratien Pican
Pierre Auguste Gratien Pican (Granville, 27 febbraio 1935 – Parigi, 23 luglio 2018) è stato un vescovo cattolico francese.

## Biografia
Monsignor Pierre Auguste Gratien Pican nacque a Granville il 27 febbraio 1935.

### Formazione e ministero sacerdotale
Dopo gli studi universitari di lettere classiche entrò nella Società salesiana di San Giovanni Bosco. La sua formazione religiosa lo portò dal noviziato di Dormans agli scolasticati di Andrésy e Fontanières, presso Lione. Il 4 settembre 1955 emise la prima professione e nel 1963 quella solenne.
Il 24 aprile 1966 fu ordinato presbitero. Dopo essere stato cappellano della scuola superiore di Caen per due anni, nel 1968 partì per il Libano, dove diresse una scuola franco-libanese. Allo stesso tempo fu vicario parrocchiale in una parrocchia di Beirut e cappellano delle scuole superiori. Nel 1971 ritornò in Francia dove divenne responsabile del liceo tecnico "Lemonnier" di Caen. Dal 1975 al 1981 fu superiore provinciale dei salesiani di Parigi. Nel 1981 ridivenne responsabile dell'Istituto "Lemonnier" di Caen.

### Ministero episcopale
Il 10 marzo 1988 papa Giovanni Paolo II lo nominò vescovo coadiutore di Bayeux. Ricevette l'ordinazione episcopale il 17 aprile successivo nella cattedrale di Bayeux dal vescovo di Bayeux Jean-Marie-Clément Badré, co-consacranti l'arcivescovo metropolita di Rennes Jacques André Marie Jullien e il vescovo di Coutances Joseph Gustave François Wicquart. Il 19 novembre dello stesso anno succedette alla medesima sede.
Nel dicembre del 1996 una madre denunciò alla diocesi padre René Bissey per atti di pedofilia. Quest'ultimo riconobbe i fatti e il mese successivo  venne convocato dal vescovo Pican, che lo invitò a intraprendere un percorso di terapia. Padre René Bissey conservò ancora il suo incarico. In diverse occasioni, il vescovo Pican lo invitò a cercare un trattamento, e fu solo nel settembre del 1998 che decise di trasferirlo in una parrocchia nella periferia di Caen. Indignato dall'inadeguatezza di questo gesto, un uomo di 24 anni denunciò il prete alla stazione di polizia di Caen per ripetuti atti di pedofilia che aveva sofferto dall'età di 12 anni. Padre René Bissey riconobbe le accuse mentre era sotto la custodia della polizia. Nell'ottobre del 2000 venne condannato a 18 anni di reclusione dalla Corte d'assise del Calvados. A questo processo, monsignor Pican venne citato come testimone. Era la prima volta dal 1841 che un vescovo era chiamato a rispondere delle sue azioni in tribunale. A quel tempo già da dieci mesi era incriminato per la mancata denuncia dei crimini, visto che per le denunce di quattro famiglie di vittime e come superiore gerarchico, il vescovo era conoscenza delle azioni del prete pedofilo e non aveva cercato di fermarlo. Pican si giustificò affermando che, oltre al "segreto confessionale", il vescovo ha anche un "segreto professionale" che gli impedisce di denunciare anche ciò che apprende al di fuori del sigillo della confessione: questo non violerebbe il segreto confessionale, ma guasterebbe la fiducia dei sacerdoti della diocesi nei suoi confronti.
Nel settembre del 2001 monsignor Pican venne condannato a tre mesi di carcere con sospensione della pena per non aver denunciato i crimini di pedofilia nella sua diocesi. Fu il primo in Europa. Fu anche la prima volta che un vescovo venne condannato dalla giustizia francese dopo la Rivoluzione. Pur rimanendo nella sua convinzione, il vescovo Pican rinunciò a presentare appello "nel desiderio di placare le vittime". Questa condanna fu un segno forte per l'episcopato francese che la Chiesa non poteva più tradire la fiducia di un bambino e dei suoi genitori. Nonostante la condanna, il cardinale Darío Castrillón Hoyos, prefetto della Congregazione per il clero, gli inviò una lettera dove si congratulava per la condotta mantenuta. Nella lettera il cardinale descrisse il rapporto tra un vescovo e i suoi sacerdoti come "non professionale, ma una relazione sacramentale che forgia legami molto speciali di paternità spirituale" e "il vescovo ha altri mezzi per agire [...] ma un vescovo non può essere tenuto a fare la denuncia da solo: in tutti i sistemi giuridici civili si riconosce che chi ha relazioni strette ha la possibilità di non testimoniare contro un parente diretto". Nella stessa missiva il cardinale disse anche: "Ha agito bene, mi rallegro di avere un confratello nell'episcopato che, agli occhi della storia e di tutti gli altri vescovi del mondo, avrà preferito la prigione piuttosto che denunciare un prete della sua diocesi. [...] Questa Congregazione, per incoraggiare i fratelli nell'episcopato in una materia così delicata, trasmetterà copia di questa missiva a tutti i fratelli vescovi". Quando la lettera nel 2010 divenne pubblica il direttore della Sala stampa della Santa Sede padre Federico Lombardi disse che questo dimostrava quanto fosse importante centralizzare la gestione dei casi di abuso sessuale da parte dei chierici nella Congregazione per la dottrina della fede". Alla domanda fattagli nel 2010 se fosse convinto della bontà della sua condotta, non espresse alcun rimpianto.
In seno alla Conferenza episcopale di Francia fu membro della commissione per la famiglia, del comitato permanente per gli affari economici e del comitato per gli affari economici, sociali e legali. Dal 1996 al 2010 fu il vescovo accompagnatore della Federazione sportiva e culturale francese (FSCF). Fu membro del Pontificio consiglio per i laici.
Il 12 marzo 2010 papa Benedetto XVI accettò la sua rinuncia al governo pastorale della diocesi per raggiunti limiti di età. Si trasferì in una comunità salesiana di Parigi. Nel 2015 entrò in un gruppo incaricato dal segretariato generale della Conferenza episcopale di Francia della pastorale dei sacerdoti anziani.
Morì nella casa delle Piccole sorelle dei poveri di rue Picpu a Parigi il 23 luglio 2018 all'età di 83 anni per un tumore. Le esequie si tennero il 30 luglio alle ore 15 nella cattedrale di Bayeux e furono presiedute dal vescovo diocesano Jean-Claude Boulanger che ricordò il suo amore per i poveri della sua diocesi, così come di quelli in Africa dove era andato in molte occasioni. Al termine del rito fu sepolto nello stesso edificio.

## Genealogia episcopale e successione apostolica
La genealogia episcopale è:
- Cardinale Scipione Rebiba
- Cardinale Giulio Antonio Santori
- Cardinale Girolamo Bernerio, O.P.
- Arcivescovo Galeazzo Sanvitale
- Cardinale Ludovico Ludovisi
- Cardinale Luigi Caetani
- Cardinale Ulderico Carpegna
- Cardinale Paluzzo Paluzzi Altieri degli Albertoni
- Papa Benedetto XIII
- Papa Benedetto XIV
- Papa Clemente XIII
- Cardinale Giovanni Francesco Albani
- Cardinale Carlo Rezzonico
- Cardinale Antonio Dugnani
- Arcivescovo Jean-Charles de Coucy
- Cardinale Gustave-Maximilien-Juste de Croÿ-Solre
- Vescovo Charles-Auguste-Marie-Joseph Forbin-Janson
- Cardinale François-Auguste-Ferdinand Donnet
- Vescovo Charles-Emile Freppel
- Cardinale Louis-Henri-Joseph Luçon
- Cardinale Charles-Henri-Joseph Binet
- Cardinale Maurice Feltin
- Vescovo Jean-Marie-Clément Badré
- Vescovo Pierre Auguste Gratien Pican, S.D.B.

La successione apostolica è:
- Arcivescovo Miguel Ángel Olaverri Arroniz, S.D.B. (2013)